# Krajanbogo
Krajanbogo is een bestuurslaag in het regentschap Demak van de provincie Midden-Java, Indonesië. Krajanbogo telt 3302 inwoners (volkstelling 2010).